# Ohara (telessérie)
Ohara é uma telessérie americana que foi ao ar na ABC de 17 de janeiro de 1987 a 7 de maio de 1988, estrelado por Pat Morita no papel-título de tenente Ohara. Morita também co-criou a série, juntamente com Michael Braveman e John A. Kuri. Kevin Conroy, Jon Polito, Rachel Ticotin e Robert Clohessy também estrelaram papéis de apoio. A série foi notável por ser uma das primeiras séries de televisão a ter um ator nipo-americano no papel principal.

## Premissa
A série se concentra em um tenente de polícia nipo-americano, em Los Angeles, chamado Ohara (Pat Morita), que usa métodos de espiritualidade como meditação em seu santuário para resolver crimes sem o uso de uma arma ou um parceiro, embora ele usasse artes marciais se necessário. Ele costumava falar na forma de epigramas. Mais tarde, ele foi escalado com um parceiro chamado Tenente George Shaver (Robert Clohessy), que era um policial mais convencional.

## Elenco principal
- Pat Morita como Tenente Ohara
- Robert Clohessy como Tenente George Shaver — 2.ª temporada.
- Kevin Conroy como Capitão Lloyd Hamilton —  1.ª Temporada.
- Jon Polito como Capitão Ross — 1.ª Temporada.
- Madge Sinclair como Gussie Lemmons — 1.ª Temporada.
- Catherine Keener como Tenente Cricket Sideris — 1.ª Temporada.
- Rachel Ticotin como Teresa Storm — 2.ª Temporada.
- Meagen Fay como Roxy — 2.ª Temporada.

## Convidados notáveis
- Brandon Lee apareceu no episódio da segunda temporada "What's in a Name", que foi ao ar em 23 de janeiro de 1988 como Kenji, o filho malvado de um padrinho da yakuza. Esta foi a primeira e única aparição de Lee em uma série de televisão e seu único papel como vilão, embora em Kung Fu: The Movie, seu personagem tenha sido possuído e forçado a ser mau durante a maior parte do filme.
- Outras estrelas convidadas da série incluem Michael Des Barres, Nana Visitor, Mitch Pileggi, Benicio del Toro e Shannon Tweed.

## Lista de episódios

### 1.ª temporada
- "Pilot" (17 de janeiro de 1987)
- "Eddie" (24 de janeiro de 1987)
- "Darryl" (31 de janeiro de 1987)
- "Will" (7 de fevereiro de 1987)
- "Toshi" (14 de fevereiro de 1987)
- "Terry" (21 de fevereiro de 1987)
- "Louie" (28 de fevereiro de 1987)
- "Laura" (7 de março de 1987)
- "Jesse" (14 de março de 1987)
- "Frannie" (28 de março de 1987)
- "Brian" (4 de abril de 1987)

### 2.ª temporada
- "Y' Wanna Live Forever?" (3 de outubro de 1987)
- "Artful Dodger" (10 de outubro de 1987)
- "Sparrow" (24 de outubro de 1987)
- "Fagin All Over Again" (7 de novembro de 1987)
- "Take the Money and Run" (14 de novembro de 1987)
- "The Intruders" (21 de novembro de 1987)
- "Hot Rocks" (5 de dezembro de 1987)
- "And a Child Shall Lead Them"  (12 de dezembro de 1987)
- "Silver In The Hills" (19 de dezembro de 1987)
- "They shoot Witnesses Don't They" (2 de janeiro de 1988)
- "You Bet Your Life" (16 de janeiro de 1988)
- "What's in a Name?" (23 de janeiro de 1988)
- "Sign Of the Times" (30 de janeiro de 1988)
- "The Light Around the Body" (6 de fevereiro de 1988)
- "X" (5 de março de 1988)
- "Last Year's Model" (12 de março de 1988)
- "Open Season" (26 de março de 1988)
- "Seeing Something That Isn't There"  (30 de abril de 1988)[1]
- "Hot Spell" (7 de maio de 1988)

## Alterações e cancelamento de formato
Após sua estreia, o programa não estava atraindo o público que a ABC esperava. Eles passaram por várias alterações de formato para aumentar as classificações. A primeira grande mudança foi mudar o personagem-título Ohara de tenente para policial federal; ele também foi emparelhado com um parceiro. Mais tarde na temporada, Ohara se tornou um policial mais convencional usando uma arma para ajudá-lo em suas investigações. A segunda temporada teve uma mudança final de formato, na qual Ohara e seu parceiro foram transformados em investigadores particulares. Essas mudanças falharam em melhorar as classificações em declínio da série e a série foi cancelada após a segunda temporada.